# ARL 44
ARL-44 byl poslední do výzbroje zavedený francouzský těžký tank, vyvíjený od roku 1944. Byl vyráběn v letech 1947–1951, vzniklo pouze 60 strojů.

## Historie
Na konci 30. let ve Francii vznikl program vývoje nového těžkého tanku, nástupce typu B1. Na přelomu let 1938–1939 vznikl prototyp ARL 40, s podvozkem z typu B1 ale novým trupem a věží. Vývoj vedl Atelier de Construction de Rueil (ARL), avšak program přerušila válka. Po osvobození v roce 1944 se práce rychle rozběhly, vznikla modernizovaná varianta ARL 44. Protože nebyl k dispozici dostatečně výkonný domácí motor, byl použit kořistní německý Maybach HL 230, pohánějící tanky Panther. Původně uvažované kanóny 17 pdr nebo 76mm M1 z typu M4 Sherman byly zavrženy. Jako vhodnější pro těžký tank byl vybrán původně námořní protiletadlový kanón ráže 90 mm, vybavený úsťovou brzdou.

Prototyp tanku byl dodán v březnu roku 1946 a v letech 1947-1951 následovala sériová výroba. Původní objednávka 300 vozidel byla snížena na 60, především kvůli malému technickému potenciálu typu do budoucna a zastaralému podvozku.

ARL 44 sloužily u jediné jednotky, 503. těžkého tankového pluku (503e Régiment de Chars de Combat) v Mourmelonu. Zpočátku služby trpěly poruchami převodovek, brzd a odpružení. Veřejně byly představeny pouze jednou, na přehlídce 14. července 1951 v Paříži. Tanky byly vyřazeny ze služby již v polovině 50. let. Tři stroje se dochovaly dodnes.

### Jiná záminka
I když ARL-44 nikdy nebyl vyslán do boje, i tak byl pro vývoj francouzských tanků užitečný. Hned po osvobození Francie byl, jak již bylo zmíněno, vydán povel pro výrobu nového prototypu těžkého tanku. Ale francouzská vláda již od samého začátku nepočítala se sériovou výrobou a/nebo účastí v boji, chtěli aby se inženýři "vyřádili" na vzniku prototypu a že by snad přišli s novou technikou pro výrobu tanků. (Např. nabíjecí automat) A to se jim vskutku podařilo. ARL-44 byl "bránou" do nového světa výroby tanků pro Francii. Takže v souhrnu, prototyp ARL-44 vůbec nebyl zbytečný.

## Technický popis
Podvozek sestává na každé straně ze 16 malých pojezdových kol, spojených do 3 vozíků. Nahoře je pás veden kluznou kolejnicí. Hnací kolo se nachází vzadu. Podvozek je z obou stran krytý pancéřovým plechem. Trup je svařovaný, čelní stěna je výrazně skloněná a hladká, o síle 120 mm. Také věž je svařovaná, z rovných pancéřových plátů. Ve věži se nachází veškerá výzbroj: 90 mm kanón SA-45 s úsťovou rychlostí 1000 m/s a spřažený kulomet. Zásoba střeliva je 50 granátů pro kanón a 5000 nábojů pro kulomet. Otáčení věže zajišťuje hydraulicko-elektrický pohon. Tank je poháněn benzínovým vidlicovým dvanáctiválcem Maybach HL 230. Posádku tvoří 5 mužů, 3 ve věži (velitel, střelec a nabíječ) a 2 v trupu (řidič, radista).